# 段寿輝
段 寿輝（だん じゅき）は、大理国の第13代王。段廉義の弟の段廉寿の子。
1080年、高昇泰が楊義貞を討ち滅ぼし、段寿輝を擁立した。翌年に上明と改元した。高智昇を布燮に任じ、高昇泰を鄯闡侯に封じた。太陽や月がかわるがわる暗くなり、星が昼間に見えたので、段寿輝は天文の不吉を感じて、段思廉の孫の段正明に王位を譲ったと伝えられる。